# Stuhlzins
Der Stuhlzins war eine jährliche Abgabe die bis ins 19. Jahrhundert hauptsächlich von Heimwebern, aber auch anderen Handwerkern an den jeweiligen Gutsherren gezahlt werden musste. Er sorgte mehrmals für Unruhen und war einer der Gründe für den schlesischen Weberaufstand.
Die Höhe des Stuhlzins richtete sich in der Heimweberei nach Art und Anzahl der besessenen Webstühle oder Wirkstühle und dem sich daraus ergebenden Verdienst. So betrug zum Beispiel der Zins in den Dörfern unter Zittauer Herrschaft für einen einfachen Webstuhl zwei Taler und für einen Damastwebstuhl sechs Taler.